# شهرستان زارچ
شهرستان زارچ یکی از شهرستان‌های استان یزد ایران است. مرکز این شهرستان، شهر زارچ است.
این شهرستان در تاریخ ۱۲ بهمن ۱۴۰۱ از شهرستان یزد جدا شد و مستقل گردید.

## موقعیت جغرافیایی
شهرستان زارچ از شمال شرقی تا شرق با شهرستان اردکان، از شمال غربی تا غرب با شهرستان اشکذر، از جنوب شرقی با شهرستان بافق و از جنوب با شهرستان یزد همسایه است.

## تقسیمات کشوری
شهرستان زارچ دارای ۲ بخش، ۳ دهستان و ۱ شهر به شرح زیر است:

### شهرستان زارچ
| بخش     | مرکز بخش | جمعیت بخش ۱۳۹۵ | نام دهستان | مرکز دهستان | جمعیت دهستان ۱۳۹۵ | شهر              | جمعیت شهر ۱۳۹۵   |
| ------- | -------- | -------------- | ---------- | ----------- | ----------------- | ---------------- | ---------------- |
| مرکزی   | زارچ     | ۱۴٬۸۷۸ نفر     | محمدآباد   | محمدآباد    | ۳٬۱۸۷ نفر         | زارچ             | ۱۱٬۶۹۱ نفر       |
| اله‌آباد | اله‌آباد  | ۵٬۹۰۸ نفر      | اله‌آباد    | اله‌آباد     | ۵٬۶۰۹ نفر         | **************** | **************** |
| اله‌آباد | اله‌آباد  | ۵٬۹۰۸ نفر      | دربید      | دربید       | ۲۹۹ نفر           | **************** | **************** |

## جمعیت
بر پایه سرشماری عمومی نفوس و مسکن در سال ۱۳۹۵، جمعیت شهرستان زارچ برابر با ۲۰٬۷۸۶ نفر بوده‌است.